# 痛絶
『痛絶』（つうぜつ）は、ムックの1枚目のアルバム。初回限定版、～印象違～、通常版全てミックスが異なる。また、初回限定版だけ曲順も異なる。

## 収録曲

### 初回限定盤
2001年1月7日発売。『新痛絶』DISC2にも収録。
1. ―――――。
（作曲：ミヤ）
  - インスト。
2. イタイ手紙
（作詞：ミヤ / 作曲：ミヤ）
3. 娼婦
（作詞：逹瑯 / 作曲：ミヤ）
  - アルバムバージョンとなっている。
4. 鎮痛剤
（作詞：逹瑯 / 作曲：ミヤ）
5. 廃
（作詞：ミヤ / 作曲：ミヤ）
  - アルバムバージョンとなっている。
6. 砂の城
（作詞：逹瑯 / 作曲：逹瑯）
7. 夜
（作詞：逹瑯 / 作曲：YUKKE）
  - 2007年発売の『WORST OF MUCC』にて再録されている。
8. 背徳の人
（作詞：逹瑯 / 作曲：ミヤ・SATOち）
9. 盲目であるが故の疎外感
（作詞：ミヤ / 作曲：ミヤ）
10. 断絶
（作詞：ミヤ / 作曲：ミヤ）
  - ミヤの実体験を基に描かれたナンバー。2007年発売の『WORST OF MUCC』にて再録されている。
11. 狂人
（作詞：ミヤ / 作曲：ミヤ）

### 痛絶 ～印象違～
2001年6月13日発売
1. 盲目であるが故の疎外感
2. 廃
3. イタイ手紙
4. 鎮痛剤
5. 夜
6. 砂の城
7. 背徳の人
8. 娼婦
9. 断絶

### 3rd Press（通常盤）
2002年6月10日発売
1. 盲目であるが故の疎外感
2. 廃
3. イタイ手紙
4. 鎮痛剤
5. 夜
6. 砂の城
7. 背徳の人
8. 娼婦
9. 断絶
10. 狂った果実(笑)
（作詞：ミヤ / 作曲：ミヤ）
  - 1stシングル『娼婦/廃』の隠しトラックである「ボクノ...」と『痛絶』の初回限定盤に収録されている「狂人」を組み合わせた曲。

## 新痛絶
『新痛絶』（しんつうぜつ）は、2017年6月に発売されたムックのアルバム。『痛絶』のリメイク盤。会場限定盤、完全生産限定盤、通常盤が発売された。
- DISC-1：新痛絶

1. 盲目であるが故の疎外感
2. 五月雨
シングル「謡声（ウタゴエ）」に収録されているバージョン。
3. 廃
4. イタイ手紙
5. 鎮痛剤
6. 夜
7. 砂の城
8. 背徳の人
9. 娼婦
シングル「ホリゾント」に収録されているバージョンの2017年MIX。
10. 断絶
11. 家路 -2017 飛翔-
先行シングル「家路」。
12. 狂った果実 w 〜2017 春〜
13. 友達（カレ）が死んだ日
完全生産限定盤、通常盤に収録。

- DISC-2：痛絶 1st

1. イタイ手紙
2. 娼婦
3. 五月雨
4. 鎮痛剤
5. 廃
6. 砂の城
7. 夜
8. 背徳の人
9. 盲目であるが故の疎外感
10. 断絶

- 特典DISC：若気の痛い LIVE音源 (会場限定盤のみ)

1. アカ 2002.01.09 双頭の龍〜ダブルドラゴン at 新宿リキッドルーム
2. 盲目であるが故の疎外感 2002.01.09 双頭の龍〜ダブルドラゴン at 新宿リキッドルーム
3. 娼婦 2002.01.09 双頭の龍〜ダブルドラゴン at 新宿リキッドルーム
4. オルゴォル 2002.01.09 双頭の龍〜ダブルドラゴン at 新宿リキッドルーム
5. 若気の痛いMC 2002.01.09 双頭の龍〜ダブルドラゴン at 新宿リキッドルーム